# مؤسسه هندی مدیریت، بنگلور
مؤسسه هندی مدیریت، بنگلور (انگلیسی: Indian Institute of Management Bangalore) یک مدرسه کسب‌وکار در بنگلور هند است که در سال ۱۹۷۳ تأسیس شد. این مؤسسه سومین مؤسسه هندی مدیریت پس از مؤسسه هندی مدیریت، کلکته و مؤسسه هندی مدیریت، احمدآباد است. عمدهٔ برنامه‌های این مؤسسه در زمینه تحصیلات تکمیلی و دکترا است.
پردیس ۱۰۰ هکتاری این دانشگاه در جنوب بنگلور را بالکریشنا دوشی طراحی کرده‌است. این بنا در سال ۱۹۸۳ تکمیل شد.